# Боде, Мари-Пьер
Мари́-Пьер Боде́ (фр. Marie-Pier Beaudet; род. 12 декабря 1986, Квебек) — канадская лучница, участница трёх летних Олимпийских игр, серебряный призёр Панамериканских игр 2007 года, бронзовый призёр Игр Содружества 2010 года.

## Спортивная биография
В 2004 году Мари-Пьер дебютировала на летних Олимпийских играх. В соревнованиях лучниц молодая канадская спортсменка выбыла уже в первом раунде, уступив немецкой спортсменке Корнелии Пфоль 128:146. В 2007 году Мари-Пьер завоевала свою самую значимую награду, став серебряной медалисткой в командном первенстве на Панамериканских играх в Рио-де-Жанейро.
На летних Олимпийских играх 2008 года в Пекине Боде смогла пробиться во второй раунд соревнований, где проиграла будущей бронзовой медалистке игр южнокорейской лучнице Юн Ок Хи 107:114. В 2010 году Боде стала бронзовым призёром Игр Содружества в командном первенстве, а в личном показала 17-й результат.
В 2012 году, на своих третьих летних Олимпийских играх, канадская лучница смогла показать свой лучший результат в квалификации, заняв 29-е место. В первом раунде соревнований Боде уступила датской спортсменке Луизе Лаурсен и выбыла из соревнований.
После окончания Олимпийских игр в Лондоне Мари-Пьер Боде завершила спортивную карьеру.